# Mərəzə
Mərəzə, Qobustan – miasto we wschodnim Azerbejdżanie, stolica rejonu Qobustan. W 2022 populacja wyniosła 18,3 tys.